# Isola (metropolitana di Milano)
Isola è una stazione della linea M5 della metropolitana di Milano.

## Storia
I lavori per la realizzazione della prima tratta, che comprende la stazione, iniziarono nel settembre 2007. La stazione venne poi attivata come parte del prolungamento diretto a Garibaldi FS il 1º marzo 2014.

## Strutture e impianti
Isola, come tutte le altre stazioni della linea M5, è accessibile ai disabili. Rientra inoltre dall'area urbana della metropolitana milanese. 
Sorge all'angolo con via Sebenico, e possiede uscite solo in via Volturno.

## Interscambi
Nelle vicinanze della stazione effettuano fermata alcune linee urbane, tranviarie ed automobilistiche, gestite da ATM.
- Fermata tram (Piazzale Lagosta, linee 7 e 33)

## Servizi
La stazione dispone di:
- Accessibilità per portatori di handicap
- Ascensori
- Scale mobili
- Emettitrice automatica biglietti
- Servizi igienici
- Stazione video sorvegliata